# Гнидава
Гнидава (укр. Гнидава) — село в Вишневецкой поселковой общине Кременецкого района Тернопольской области Украины. Основано в 1628 году.
До 2020 года входило в Збаражский район.
Код КОАТУУ — 6122485102.

## Географическое положение
Село Гнидава находится на безымянном притоке реки Горынь, выше по течению примыкает село Кохановка, ниже по течению на расстоянии в 0,5 км расположено село Чайчинцы.

## Население
Население по переписи 2001 года составляло 414 человек.

### Языковой состав
Родной язык населения по данным переписи 2001 года:
| Язык       | Численность, чел. | Доля     |
| ---------- | ----------------- | -------- |
| Украинский | 412               | 99,52 %  |
| Другое     | 2                 | 0,48 %   |
| Итого      | 414               | 100,00 % |

## Достопримечательности
- Братская могила советских воинов.